# 开放源代码
開放源代码（英語：Open Source）是一种在电脑程序出品前和开发中提供其内部程式碼的做法。
开放源代码在互聯網上獲得廣泛使用，參加者需要大量更新電腦原始碼。開放原始碼使得生產模組、通訊管道、互動社群獲得改善。隨後，一個新著作權、軟體授權條款、域名和消費者提供建立的，一個新詞開源軟體誕生。
開源模型概念包括同時間不同時程和方法來生產，相對而言，更加集中式的軟体設計模型，例如典型的商業軟体公司。一個開源軟体開發的主要原則和慣例是易貨貿易和合作的同儕生產，經由免費公開的最終產品、原始資訊、藍圖和文件。這逐漸應用在其它領域，例如生物技術。

## 歷史
開放原始碼的概念和免費分享技術資訊，在電腦誕生前存在很長的一段時間。例如食譜共享從人類文化一開始就有。開放原始碼能夠用在商業技術上的電腦和軟体。
在汽車發展的初期，二行程引擎的專利被資產家喬治·賽爾登所垄断。藉由掌握這項專利，能夠壟斷市場，或是對於競爭者提出侵權訴訟。然而，汽車製造商亨利·福特在1911年挑戰這項專利，其結果使得這項專利變成幾乎一文不值，並形成新的關聯，催生出汽車製造商協會。
1998年，提姆·奥莱理召開了一次開放原始碼會議，包括BSD陣營與Linux社群的中堅份子都參與其中。因為自由軟體基金會提出的自由软件（Free Software）可能與免費軟體造成混淆，在會議中，決議以克里斯蒂娜·彼得森提出的Open Source作為共通名稱。

## 开源软件列表

### 應用軟體
三維繪圖及渲染
- Blender

整合式開發環境
- Eclipse
- Lazarus

圖像處理
- GIMP

視頻編輯
- OpenShot
- Kdenlive

桌面出版
- Scribus

繪圖軟體
- Krita
- LibreCAD
- FreeCAD

矢量圖形編輯器
- Inkscape

數位聲波編輯
- Ardour
- Audacity
- OpenAL

純文字編輯器
- Emacs
- Vim

電子郵件客戶端
- Mozilla Thunderbird

虛擬地球
- NASA World Wind

線上直播

7-Zip是一款開源的檔案壓縮軟體

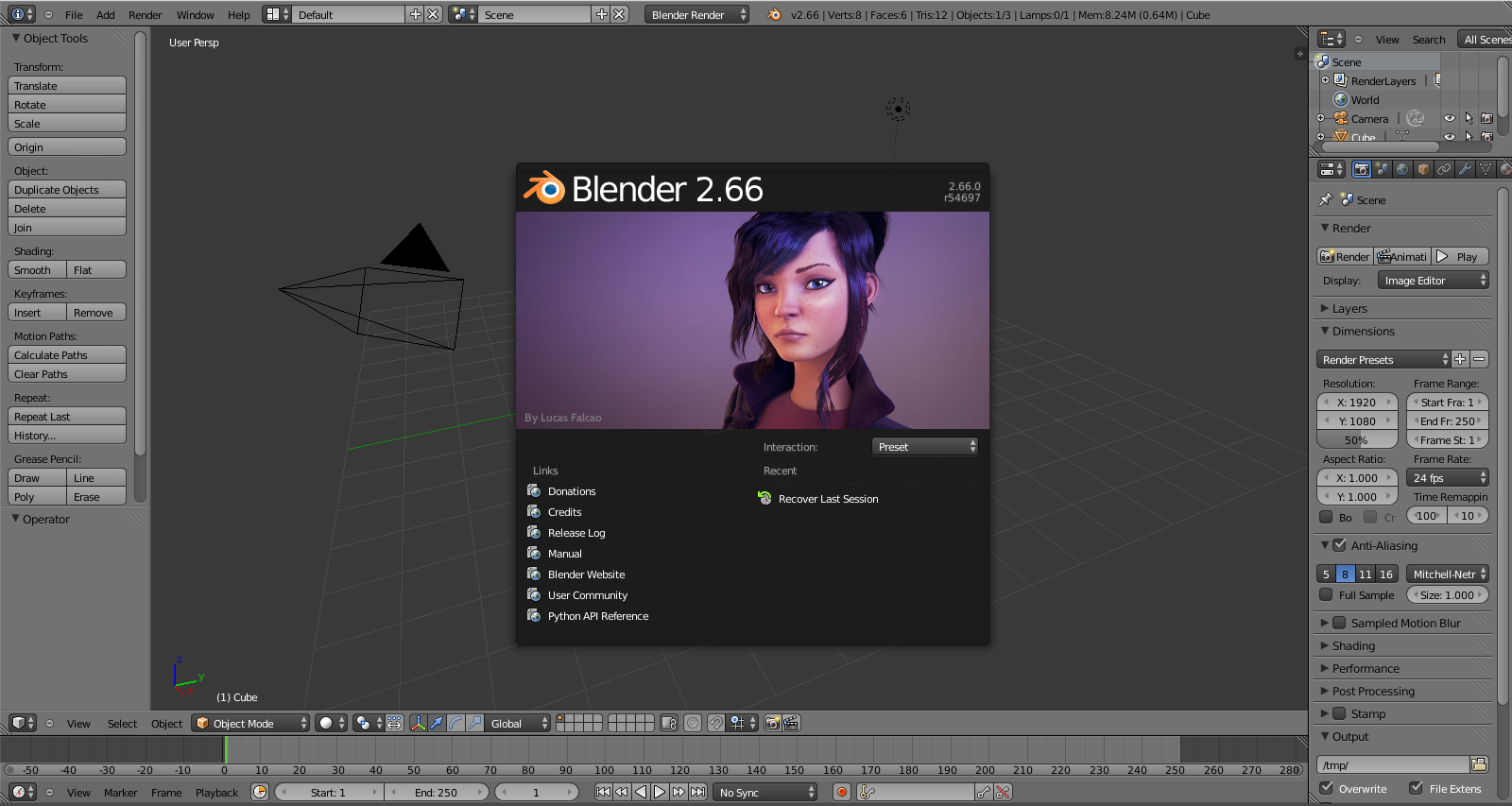
Blender是一款開源的圖形編輯器

- Open Broadcaster Software

桌面搜尋
- DocFetcher

遊戲引擎
- Godot

### 操作系统

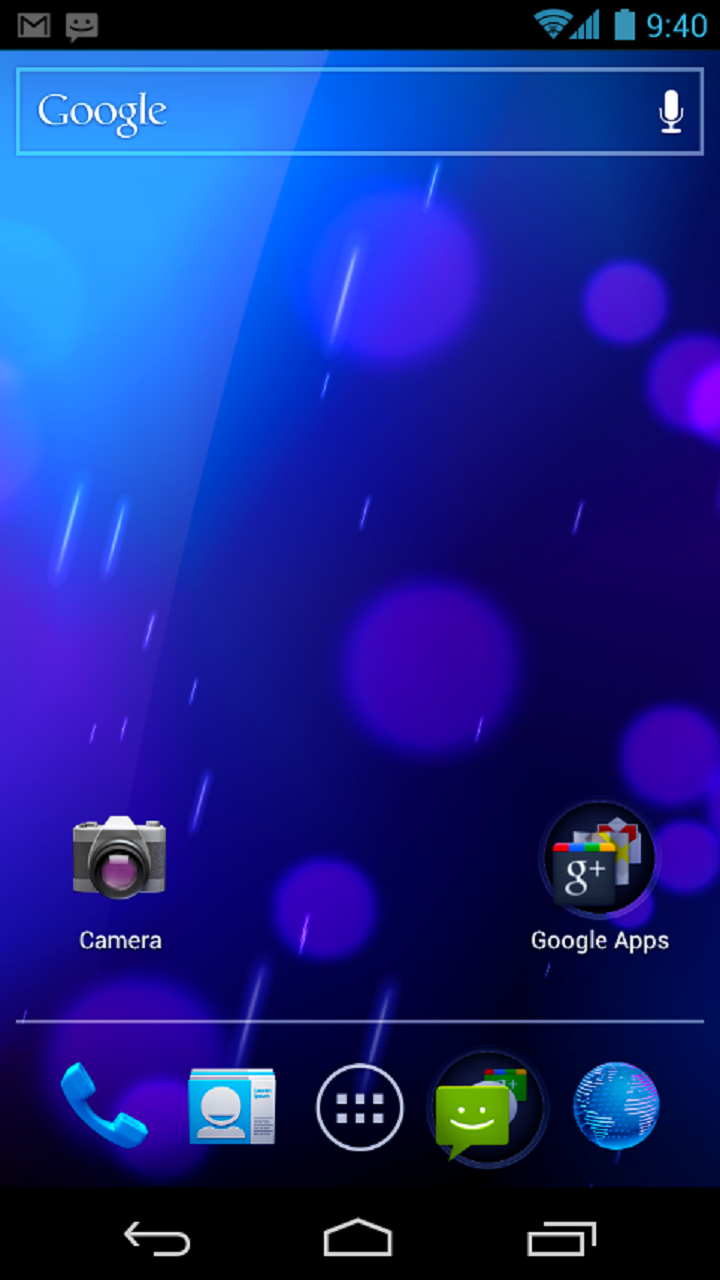
Android是一款被普遍使用的開源行動裝置作業系統

- MINIX——為Linux之前的操作系统。
- Linux——类Unix操作系统家族。
- Android——基於Linux的操作系统。
- Firefox OS——基於Linux的操作系统。
- FreeBSD——類Unix的操作系统。
- OpenIndiana——類Unix操作系统家族。
- ReactOS——建立在Windows NT架構的操作系统。
- Haiku——與BeOS相容的操作系统。

### 程式語言
- Perl——一種通用的程式語言。
- PHP——適用於網路開發的程式語言。
- Python——一種通用的程式語言。
- Ruby——一種通用的程式語言。
- Go——一種通用的程式語言。
- Rust——一種通用的程式語言。
- Swift——一種支援多編程範式，編譯式編程語言。
- Java——一種通用的程式語言。
- Scratch——為初學者而設的電腦程序開發平台。

### 伺服器軟體
- Apache HTTP Server——一種網頁伺服器。
- Drupal——內容管理系統。
- Joomla!——內容管理系統。
- MediaWiki——執行於維基百科的Wiki引擎。
- MongoDB——檔案導向資料庫管理系統
- Moodle——課程管理系統、虛擬學習環境。

### 電腦硬體
- Arduino——單晶片微電腦，由藝術家、設計師、業餘愛好者所使用。

## 開源可樂
開源可樂是一種開放可樂配方，任何人都能夠輕易地獲取它的配方并对其做出修改。開源可樂發行運動的最初目的是推廣自由和開源軟體。

### 引用
1. ↑  The complexity of such communication relates to Brooks' law, and it is also described by Eric S. Raymond, "Brooks predicts that as your number of programmers N rises, work performed scales as N but complexity and vulnerability to bugs rises as N-squared. N-squared tracks the number of communications paths (and potential code interfaces) between developers' code bases." —"The Revenge of the Hackers" （页面存档备份，存于）. 2000.
2. ↑  Raymond, Eric S. The Cathedral and the Bazaar. ed 3.0. 2000.
3. ↑  .   [2011-12-02]. （原始内容存档于2013-02-05）.
4. 1 2  James J. Flink. . MIT Press. 1977. ISBN 0-262-56015-1.